# Wrangler

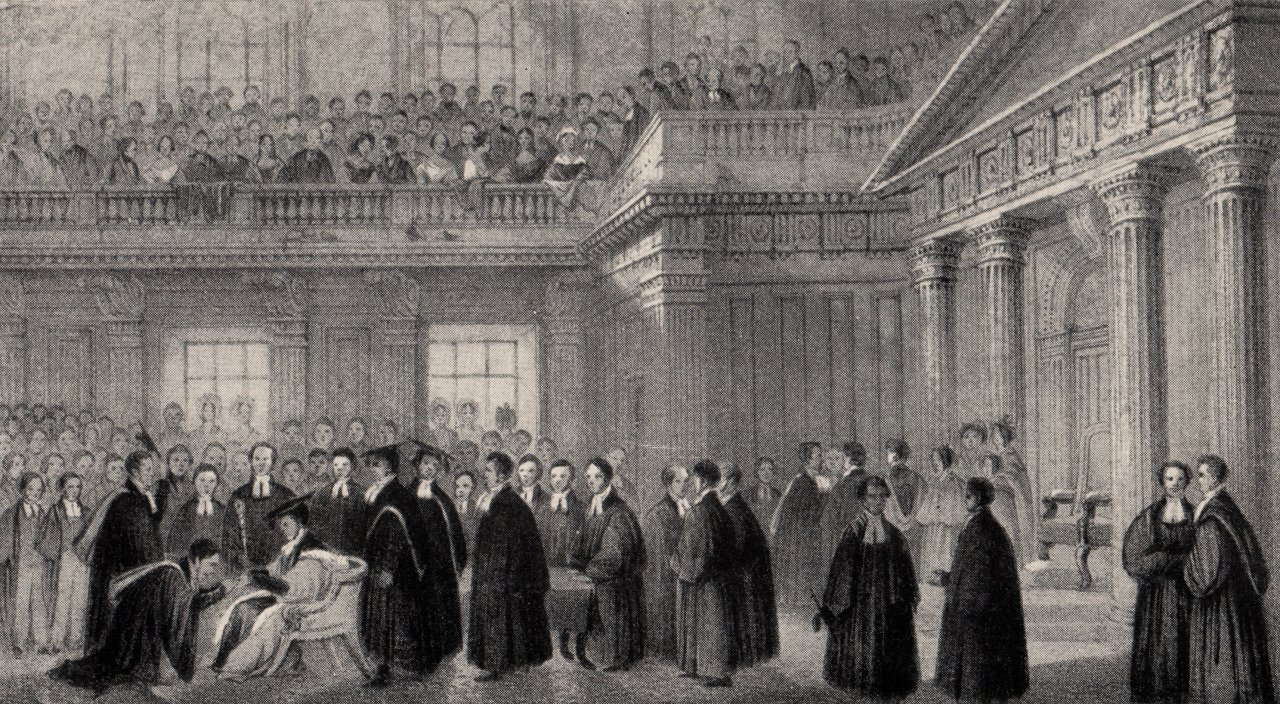
Um estudante é nomeado Senior Wrangler em 1842, um elogioso "sinônimo de supremacia acadêmica".

Na Universidade de Cambridge, Inglaterra, um "Wrangler" é um estudante que obtém honras de primeira classe (first-class honour) no terceiro ano do Mathematical Tripos. O estudante com  maior pontuação é o Senior Wrangler, o segundo com maior pontuação é o Second Wrangler, e assim por diante.
Até 1909 a Universidade tornou público o ranking. Desde 1910 é revelada publicamente apenas a classe de diploma obtida por cada aluno. Um examinador revela a identidade do  Senior Wrangler "não oficialmente" inclinando o chapéu ao ler o nome da pessoa, mas outras classificações são comunicadas a cada aluno em particular. Portanto, os nomes de apenas alguns Senior Wranglers do século XX (como Crispin Nash-Williams, Christopher Budd, Frank Plumpton Ramsey, Harold Scott MacDonald Coxeter, Kevin Buzzard, Jayant Narlikar, George Reid e Ben Green) tornaram-se conhecidos publicamente.
Outra personalidade notável foi Phillippa Fawcett. 